# Philander
Philander é um gênero de marsupiais da família dos didelfiídeos (Didelphidae), que inclui as chamadas cuícas-de-quatro-olhos.

## Espécies
Sete espécies de cuícas são reconhecidas: 
- Philander andersoni (Osgood, 1913)
- Philander deltae Lew, Pérez-Hernández & Ventura, 2006
- Philander frenatus (Olfers, 1818)
- Philander mcilhennyi Gardner & Patton, 1972
- Philander mondolfii Lew, Pérez-Hernández & Ventura, 2006
- Philander olrogi Flores, Barquez & Diaz, 2008
- Philander opossum (Linnaeus, 1758)